# Nolvik
Nolvik – miejscowość (tätort) w Szwecji, w regionie administracyjnym (län) Västra Götaland, w gminie Göteborg.
Według danych Szwedzkiego Urzędu Statystycznego liczba ludności wyniosła: 1373 (31 grudnia 2015), 1393 (31 grudnia 2018) i 1447 (31 grudnia 2019).